# ギリシャの地理的区分
ギリシャ共和国で用いられる地方区分方法のひとつに、地理的な地方（ギリシア語: Γεωγραφικά διαμερίσματα / geografiká diamerísmata）がある。
地理的区分による「地方」（διαμερίσματα / diamerísmata）は現在の領土を以下の9つに分けるもので、かつては行政区画として用いられた。1982年以降、広域行政区画としてはペリフェリア（περιφέρεια / periféria）が用いられているが、地理的な「地方」（ディアメリスマタ）も地域名称として用いられることがある。

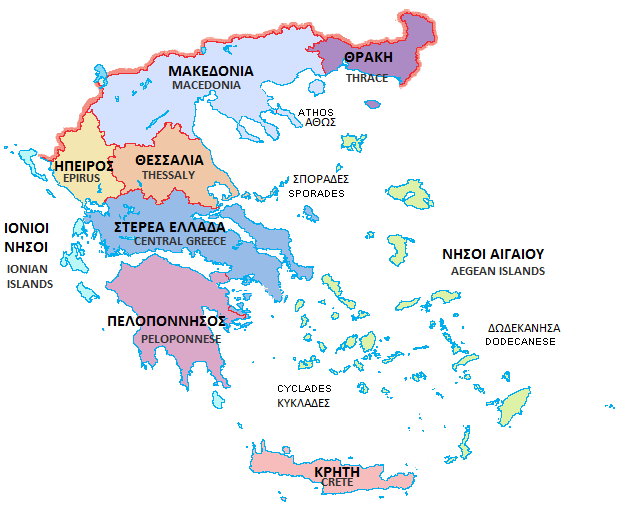
ギリシャ全土を9つに分ける地理的地方区分

- トラキア（英語版）
- マケドニア
- テッサリア
- イピロス
- 中央ギリシャ
- ペロポネソス
- エーゲ海諸島
- イオニア諸島
- クレタ

ディアメリスマタとペリフェリアは、同じ名称を持ちながら異なる範囲を指し示すことがある。ディアメリスマタを「地方」や「州」（英語でregion）と訳すこともあるが、ペリフェリアも同様に「地方」や「州」（region）と訳されることがあるので、注意が必要である。
独立当初のギリシャは、中央ギリシャ・ペロポネソスとエーゲ海諸島の一部のみを国土としていたが、ギリシャの領土拡大とともに「地方」は増え、1920年代には9つとなった。
行政区画としては中央ギリシャからアッティカが分けられた時期があり、その間は10となる。

## 「地方」と県（ノモス）
かつて用いられた「地理的な地方」、カリクラティス改革（2011年1月施行）まで広域自治体であったノモス（県）、「地理的な地域」に代わる広域行政区画であるペリフェリアを示す。
なお、カリクラティス改革に際してペリフェリアが自治体となってノモスは廃止され、ノモスに代わって行政区（ペリフェリアキ・エノティタ）が設置された。ペリフェリアキ・エノティタの多くはかつてのノモスの範囲を継承しており、そのまま「県」とも訳される。
| 地理的な地方             | 地理的な地方 | ノモス         | ペリフェリア           | ペリフェリア |
| ------------------------ | ------------ | -------------- | ---------------------- | ------------ |
|                          | トラキア     | クサンティ県   | 東マケドニア・トラキア |              |
| ロドピ県                 | トラキア     |                | 東マケドニア・トラキア |              |
| エヴロス県               | トラキア     |                | 東マケドニア・トラキア |              |
|                          | マケドニア   | ドラマ県       | 東マケドニア・トラキア |              |
| カヴァラ県               | マケドニア   |                | 東マケドニア・トラキア |              |
| ハルキディキ県           | マケドニア   | 中央マケドニア |                        |              |
| イマティア県             | マケドニア   | 中央マケドニア |                        |              |
| キルキス県               | マケドニア   | 中央マケドニア |                        |              |
| ペラ県                   | マケドニア   | 中央マケドニア |                        |              |
| ピエリア県               | マケドニア   | 中央マケドニア |                        |              |
| セレス県                 | マケドニア   | 中央マケドニア |                        |              |
| テッサロニキ県           | マケドニア   | 中央マケドニア |                        |              |
| フロリナ県               | マケドニア   | 西マケドニア   |                        |              |
| グレヴェナ県             | マケドニア   | 西マケドニア   |                        |              |
| カストリア県             | マケドニア   | 西マケドニア   |                        |              |
| コザニ県                 | マケドニア   | 西マケドニア   |                        |              |
|                          | テッサリア   | ラリサ県       | テッサリア             |              |
| カルディツァ県           | テッサリア   |                | テッサリア             |              |
| マグニシア県             | テッサリア   |                | テッサリア             |              |
| トリカラ県               | テッサリア   |                | テッサリア             |              |
|                          | イピロス     | ヨアニナ県     | イピロス               |              |
| アルタ県                 | イピロス     |                | イピロス               |              |
| プレヴェザ県             | イピロス     |                | イピロス               |              |
| テスプロティア県         | イピロス     |                | イピロス               |              |
|                          | 中央ギリシャ | アッティカ県   | アッティカ             |              |
| エヴィア県               | 中央ギリシャ | 中央ギリシャ   |                        |              |
| エヴリタニア県           | 中央ギリシャ | 中央ギリシャ   |                        |              |
| フォキダ県               | 中央ギリシャ | 中央ギリシャ   |                        |              |
| フシオティダ県           | 中央ギリシャ | 中央ギリシャ   |                        |              |
| ヴィオティア県           | 中央ギリシャ | 中央ギリシャ   |                        |              |
| エトリア＝アカルナニア県 | 中央ギリシャ | 西ギリシャ     |                        |              |
|                          | ペロポネソス | 西ギリシャ     | アハイア県             |              |
| イリア県                 | ペロポネソス | 西ギリシャ     |                        |              |
| アルカディア             | ペロポネソス | ペロポネソス   |                        |              |
| アルゴリダ県             | ペロポネソス | ペロポネソス   |                        |              |
| コリンティア県           | ペロポネソス | ペロポネソス   |                        |              |
| ラコニア県               | ペロポネソス | ペロポネソス   |                        |              |
| メッシニア県             | ペロポネソス | ペロポネソス   |                        |              |
|                          | エーゲ海諸島 | ヒオス県       | 北エーゲ               |              |
| レスヴォス県             | エーゲ海諸島 |                | 北エーゲ               |              |
| サモス県                 | エーゲ海諸島 |                | 北エーゲ               |              |
| キクラデス県             | エーゲ海諸島 | 南エーゲ       |                        |              |
| ドデカネス県             | エーゲ海諸島 | 南エーゲ       |                        |              |
|                          | イオニア諸島 | コルフ県       | イオニア諸島           |              |
| ケファロニア＝イタキ県   | イオニア諸島 |                | イオニア諸島           |              |
| レフカダ県               | イオニア諸島 |                | イオニア諸島           |              |
| ザキントス県             | イオニア諸島 |                | イオニア諸島           |              |
|                          | クレタ       | ハニア県       | クレタ                 |              |
| イラクリオン県           | クレタ       |                | クレタ                 |              |
| ラシティ県               | クレタ       |                | クレタ                 |              |
| レティムノ県             | クレタ       |                | クレタ                 |              |